# Пингвин (ТВ серија)
Пингвин (енгл. The Penguin) америчка је телевизијска мини-серија коју је створила Лорен Лефранк за HBO. Темељи се на истоименом лику Ди-Си комикса и представља спиноф филма Бетмен (2022). Насловну улогу тумачи Колин Фарел. Радња прати дешавања након доласка Оза Коба на власт у криминалном подземљу Готама.
Емитована је између 19. септембра и 10. новембра 2024. Састоји се од осам епизода. Добила је позитивне рецензије критичара, који су посебно похвалили глумачку поставу, сценарио, режију, тон и продукцију.

## Радња
Након догађаја у филму Бетмен (2022), серија прати долазак на власт Оза Коба / Пингвина у криминалном подземљу Готама.

## Улоге
| Глумац      | Улога            |
| ----------- | ---------------- |
| Колин Фарел | Оз Коб / Пингвин |

## Епизоде
| Бр. еп. | Наслов | Редитељ          | Сценариста                | Премијера           | Гледаност у САД (милиони) |
| --- | ------ | ---------------- | ------------------------- | ------------------- | ------------------------- |
| 1 |        | Крејг Зобел      | Лорен Лефранк             | 19. септембар 2024. | 0.242                     |
| Након смрти Карминеа Фалконеа, Оз покушава да се наметне у криминалном поџемљу Готама.                                              |        |                  |                           |                     |                           |
| 2 |        | Крејг Зобел      | Ерика Л. Џонсон           | 29. септембар 2024. | 0,299                     |
| Софија се труди да ојача своју породицу, док Оз ставља Виктора на пробу.                                                            |        |                  |                           |                     |                           |
| 3 |        | Крејг Зобел      | Ноел Валдивија            | 6. октобар 2024.    | 0,365                     |
| Док Оз и Софија покушавају да преузму контролу над трговином дрогом у Готаму, Виктор је растрзан између свог новог и старог живота. |        |                  |                           |                     |                           |
| 4 |        | Хелен Шејвер     | Џон Макачен               | 13. октобар 2024.   | 0,368                     |
| Софија се суочава са својом прошлошћу у болници Аркам Стејт и прави планове за будућност.                                           |        |                  |                           |                     |                           |
| 5 |        | Хелен Шејвер     | Брена Гибсон и Шеј Огбона | 20. октобар 2024.   | 0,385                     |
| Софија се труди да изгради нову заоставштину, док Оз очајнички покушава да преокрене ситуацију.                                     |        |                  |                           |                     |                           |
| 6 |        | Кевин Бреј       | Ник Таун                  | 27. октобар 2024.   | 0,324                     |
| Оз настоји да прошири свој утицај у граду, док се Виктору укрсти пут с бившим противником.                                          |        |                  |                           |                     |                           |
| 7 |        | Кевин Бреј       | Владимир Цветко           | 3. новембар 2024.   | 0,384                     |
| Оз се бори да сачува све што је створио, док Софија долази до шокантног открића.                                                    |        |                  |                           |                     |                           |
| 8 |        | Џенифер Гецингер | Лорен Лефранк             | 10. новембар 2024.  | 0,464                     |
| Истине се разоткривају док борба за моћ између Оза и Софије достиже врхунац.                                                        |        |                  |                           |                     |                           |